# Symphlebia ipsea
Symphlebia ipsea är en fjärilsart som beskrevs av Druce 1884. Symphlebia ipsea ingår i släktet Symphlebia och familjen björnspinnare. Inga underarter finns listade i Catalogue of Life.